# Munditia aupouria
Munditia aupouria es una especie de molusco gasterópodo de la familia Liotiidae. 

## Distribución geográfica
Se encuentra en las  islas  Three Kings de  Nueva Zelanda.